# Bundeswahlkreis Halifax
Der Bundeswahlkreis Halifax ist ein Wahlkreis (englisch electoral district, französisch circonscription) für die Wahl eines Abgeordneten des kanadischen Unterhauses (House of Commons, Chambre des communes).
Der Wahlkreis nach der Kanadische Konföderation im Jahr 1867 geschaffen und bei der Kanadischen Unterhauswahl 1867 wurde für diesen erstmals ein Kandidat gewählt. Der Wahlkreis Halifax war dabei bis zur Wahlkreisreform im Jahr 1967 ein Mehrpersonenwahlkreis. Für diesen Wahlkreis wurde nicht nur ein, sondern es wurden zwei Abgeordnete gewählt. Die beiden ersten gewählten Abgeordneten für diesen Wahlkreis waren Alfred Gilpin Jones und Patrick Power. Alfred Gilpin Jones wurde später der achte Vizegouverneure von Nova Scotia.
Ein bedeutender Abgeordnete aus diesem Wahlkreis war Robert Borden, der diesen Wahlkreis von 1896 bis 1904 sowie von 1908 bis 1917 vertrat und der zwischen 1911 und 1920 der achte Premierminister Kanadas war.

## Ergebnisse

### Parlamentswahl 2021
Im Rahmen der Kanadischen Unterhauswahl 2021 gewann Andy Fillmore (Liberale Partei Kanadas) das Mandat für diesen Wahlkreis. Er hatte das Mandat auch schon bei den Wahlen 2015 und 2019 gewonnen.
| Kandidaten               | Kandidaten           | Parteien                      | Stimmen | %    |
| ------------------------ | -------------------- | ----------------------------- | ------- | ---- |
|                          | Andy Fillmore        | Liberale Partei Kanadas       | 21.905  | 42,7 |
|                          | Lisa Roberts         | Neue Demokratische Partei     | 20.347  | 39,7 |
|                          | Cameron Ells         | Konservative Partei Kanadas   | 6.601   | 12,9 |
|                          | Angela Keller-Herzog | Grüne Partei Kanadas          | 1.128   | 2,2  |
|                          | B. Alexander Hébert  | Volkspartei Kanadas           | 1.069   | 2,1  |
|                          | Katie Campbell       | Kommunistische Partei Kanadas | 198     | 0,4  |
| Gesamt                   | Gesamt               | Gesamt                        | 51.248  | 100  |
|                          |                      |                               |         |      |
| Ungültige Stimmen        | Ungültige Stimmen    | Ungültige Stimmen             | 322     | 0,6  |
| Wähler                   | Wähler               | Wähler                        | 51.570  | 66,1 |
| Wahlberechtigte          | Wahlberechtigte      | Wahlberechtigte               | 78.065  |      |
|                          |                      |                               |         |      |
| Quelle: Elections Canada |                      |                               |         |      |